# Daïras de la wilaya de Bouira
Pour les articles homonymes, voir Bouira (homonymie).
La wilaya de Bouira est composée de douze daïras (circonscriptions administratives), chacune comprenant plusieurs communes, pour un total de quarante-cinq communes.

## Liste de daïras

Daïras de la wilaya de Bouira :
1. Bouira
2. Haizer
3. Bechloul
4. M'Chedallah
5. Kadiria
6. Lakhdaria
7. Bir Ghbalou
8. Ain Bessam
9. Souk El Khemis
10. El Hachimia
11. Sour El Ghozlane
12. Bordj Okhriss

| Daïra            | Nombre de communes | Communes                                                       |
| ---------------- | ------------------ | -------------------------------------------------------------- |
| Bouira           | 3                  | Bouira, Aïn El Turc, Aït Laziz                                 |
| Haizer           | 2                  | Haizer, Taghzout                                               |
| Bechloul         | 5                  | Bechloul, El Asnam, El Adjiba, Ahl El Ksar, Ouled Rached       |
| M'Chedallah      | 6                  | M'Chedallah, Saharidj, Chorfa, Hanif, Aghbalou, Ath Mansour    |
| Kadiria          | 3                  | Kadiria, Aomar, Djebahia                                       |
| Lakhdaria        | 6                  | Lakhdaria, Boukram, Maala, Bouderbala, Zbarbar, Guerrouma      |
| Bir Ghbalou      | 3                  | Bir Ghbalou, Raouraoua, El Khabouzia                           |
| Aïn Bessem       | 3                  | Aïn Bessem, Ain Laloui, Aïn El Hadjar                          |
| Souk El Khemis   | 2                  | Souk El Khemis, El Mokrani                                     |
| El Hachimia      | 2                  | El Hachimia, Oued El Berdi                                     |
| Sour El-Ghozlane | 6                  | Sour El-Ghozlane, Maamora, Ridane, El Hakimia, Dechmia, Dirrah |
| Bordj Okhriss    | 4                  | Bordj Okhriss, Mezdour, Taguedit, Hadjera Zerga                |